# Lijst van afleveringen van Poltergeist: The Legacy
Dit is een lijst met afleveringen van de Amerikaanse televisieserie Poltergeist: The Legacy. De serie telt 4 seizoenen. Een overzicht van alle afleveringen is hieronder te vinden.

## Seizoen 1
| Nr. | Titel aflevering      | Uitzenddatum VS   |
| --- | --------------------- | ----------------- |
| 1   | The Fifth Sepulcher   | 21 april 1996     |
| 2   | Sins of the Father    | 26 april 1996     |
| 3   | Town Without Pity     | 3 mei 1996        |
| 4   | The Tenement          | 21 juni 1996      |
| 5   | The Twelfth Cave      | 15 mei 1996       |
| 6   | Man in the Mist       | 22 mei 1996       |
| 7   | Ghost in the Road     | 31 mei 1996       |
| 8   | Doppleganger          | 7 juni 1996       |
| 9   | The Substitute        | 14 juni 1996      |
| 10  | Do Not Go Gently      | 21 juni 1996      |
| 11  | The Crystal Scarab    | 28 juni 1996      |
| 12  | The Bell of Girardius | 12 juli 1996      |
| 13  | Fox Spirit            | 18 juli 1996      |
| 14  | Thirteenth Generation | 26 juli 1996      |
| 15  | Dark Priest           | 9 augustus 1996   |
| 16  | Revelations           | 16 augustus 1996  |
| 18  | The Inheritance       | 30 augustus 1996  |
| 19  | The Signalman         | 6 september 1996  |
| 20  | The Reckoning         | 13 september 1996 |
| 21  | A Traitor Among Us    | 20 september 1996 |

## Seizoen 2
| Nr. | Titel aflevering         | Uitzenddatum VS  |
| --- | ------------------------ | ---------------- |
| 1   | The New Guard            | 9 maart 1997     |
| 2   | Black Widow              | 9 maart 1997     |
| 3   | Lights Out!              | 14 maart 1997    |
| 4   | Spirit Thief             | 21 maart 1997    |
| 5   | The Gift                 | 28 maart 1997    |
| 6   | Transference             | 4 april 1997     |
| 7   | Dark Angel               | 11 april 1997    |
| 8   | Lives in the Balance     | 18 april 1997    |
| 9   | Rough Beast              | 25 april 1997    |
| 10  | Ransom                   | 2 mei 1997       |
| 11  | Finding Richter          | 9 mei 1997       |
| 12  | Repentance               | 23 mei 1997      |
| 13  | The Devil's Lighthouse   | 20 mei 1997      |
| 14  | Lullaby                  | 13 juni 1997     |
| 15  | Silent Partner           | 20 juni 1997     |
| 16  | Shadow Fall              | 27 juni 1997     |
| 17  | Mind's Eye               | 4 juli 1997      |
| 18  | Fear                     | 18 juli 1997     |
| 19  | Someone to Watch Over Me | 25 juli 1997     |
| 20  | Let Sleeping Demons Lie  | 3 augustus 1997  |
| 21  | Trapped                  | 10 augustus 1997 |

## Seizoen 3
| Nr. | Titel aflevering         | Uitzenddatum VS  |
| --- | ------------------------ | ---------------- |
| 1   | Darkness Falls           | 23 januari 1998  |
| 2   | Light of Day             | 30 januari 1998  |
| 3   | The Enlightened One      | 6 februari 1998  |
| 4   | Stolen Hearts            | 16 februari 1998 |
| 5   | Father to Son            | 20 februari 1998 |
| 6   | Fallen Angel             | 27 februari 1998 |
| 7   | Dream Lover              | 6 maart 1998     |
| 8   | Debt of Honor            | 13 maart 1998    |
| 9   | The Light                | 20 maart 1998    |
| 10  | Hell Hath No Fury        | 10 april 1998    |
| 11  | Irish Jug                | 17 april 1998    |
| 12  | Metamorphosis            | 24 april 1998    |
| 13  | La Belle Dame Sans Merci | 29 mei 1998      |
| 14  | The Prodigy              | 26 juni 1998     |
| 15  | The Human Vessel         | 3 juli 1998      |
| 16  | The Covenant             | 10 juli 1998     |
| 17  | The Internment           | 17 juli 1998     |
| 18  | Seduction                | 24 juli 1998     |
| 19  | Out of Sight             | 31 juli 1998     |
| 20  | The Last Good Knight     | 7 augustus 1998  |
| 21  | Armies of the Night      | 14 augustus 1998 |
| 22  | The Darkside             | 21 augustus 1998 |

## Seizoen 4
| Nr. | Titel aflevering                 | Uitzenddatum VS   |
| --- | -------------------------------- | ----------------- |
| 1   | Song of the Raven                | 19 maart 1999     |
| 2   | Bird of Prey                     | 26 maart 1999     |
| 3   | Vendetta                         | 2 april 1999      |
| 4   | The Painting                     | 9 april 1999      |
| 5   | The Possession                   | 16 april 1999     |
| 6   | The Traitor                      | 23 april 1999     |
| 7   | Double Cross                     | 30 april 1999     |
| 8   | Brothers Keeper                  | 4 juni 1999       |
| 9   | Initiation                       | 11 juni 1999      |
| 10  | Wishful Thinking                 | 18 juni 1999      |
| 11  | Still Waters                     | 25 juni 1999      |
| 12  | Unholy Congress                  | 28 mei 1999       |
| 13  | Sacrifice                        | 6 augustus 1999   |
| 14  | She's Got the Devil in Her Heart | 13 augustus 1999  |
| 15  | Body and Soul                    | 20 augustus 1999  |
| 16  | Forget Me Not                    | 10 september 1999 |
| 17  | The Portents                     | 17 september 1999 |
| 18  | Gaslight                         | 24 september 1999 |
| 19  | Sabbath's End                    | 1 oktober 1999    |
| 20  | The Beast Within                 | 8 oktober 1999    |